# Enyalius
Enyalius is een geslacht van hagedissen uit de familie Leiosauridae en de onderfamilie Enyaliinae.

## Naam en indeling
De wetenschappelijke naam van de groep werd voor het eerst voorgesteld door Johann Georg Wagler in 1830. Er zijn elf soorten, inclusief de pas in 2018 beschreven soort Enyalius capetinga.

## Verspreiding en habitat
Alle soorten komen voor in delen van Zuid-Amerika en leven in de landen Brazilië, Ecuador en Uruguay. De meeste soorten komen endemisch voor in Brazilië. De habitat bestaat uit tropische en subtropische bossen maar ook drogere savannen en droge bossen komen soorten voor.

## Beschermingsstatus
Door de internationale natuurbeschermingsorganisatie IUCN is aan acht soorten een beschermingsstatus toegewezen. Al deze soorten worden beschouwd als 'veilig' (Least Concern of LC).

## Soorten
Het geslacht omvat de volgende soorten, met de auteur en het verspreidingsgebied.
| Naam                   | Auteur                                                      | Verspreidingsgebied |
| ---------------------- | ----------------------------------------------------------- | ------------------- |
| Enyalius bibronii      | Boulenger, 1885                                             | Brazilië            |
| Enyalius bilineatus    | Duméril & Bibron, 1837                                      | Brazilië            |
| Enyalius boulengeri    | Etheridge, 1969                                             | Brazilië            |
| Enyalius brasiliensis  | Lesson, 1830                                                | Brazilië, Uruguay   |
| Enyalius capetinga     | Breitman et al.1, 2018                                      | Brazilië            |
| Enyalius catenatus     | Wied, 1821                                                  | Brazilië            |
| Enyalius erythroceneus | Rodrigues, De Freitas, Santos Silva & Viña Bertolotto, 2006 | Brazilië            |
| Enyalius iheringii     | Boulenger, 1885                                             | Brazilië            |
| Enyalius leechii       | Boulenger, 1885                                             | Brazilië            |
| Enyalius perditus      | Jackson, 1978                                               | Brazilië            |
| Enyalius pictus        | Schinz, 1822                                                | Brazilië, Ecuador   |

1 Breitman, Domingos, Bagley, Wiederhecker, Ferrari, Cavalcante, Pereira, Abreu, Soares De-Lima, Morais, del Prette, Silva, de Mello, Carvalho, de Lima, Silva, Matias, Carvalho, Pantoja, Gomes, Paschoaletto, Rodrigues, Talarico, Barreto-Lima & Guarino R. Colli